# Beatrice Shilling
Pour les articles homonymes, voir Shilling (homonymie).
Beatrice (Tilly) Shilling - OBE, PhD, MSc, CEng - (8 mars 1909 - 18 novembre 1990) est une ingénieure en aéronautique et en automobile de course britannique. Au cours de la Seconde Guerre mondiale, elle a notamment inventé le « Miss Shilling's orifice », un système correctif pour l'alimentation des moteurs Rolls-Royce Merlin utilisés sur les chasseurs Hawker Hurricane et Supermarine Spitfire. Ces avions pouvaient perdre de la puissance ou même complètement s’arrêter au cours de certaines manœuvres, ce qui était un inconvénient majeur au cours des combats.
Shilling participa à des courses de motos dans les années 1930, et à des courses automobiles après la guerre.

## Jeunesse
Béatrice Shilling, fille d'un boucher, est née à Waterlooville, Hampshire. À l'âge de 14 ans elle acheta une moto, qu'elle bricola elle-même, déjà déterminée à devenir ingénieur. Après avoir terminé l'école secondaire, elle travailla pour une compagnie d’ingénierie électrique pendant trois ans, installant câbles et générateurs. Son employeur, Margaret Perdrix, l'encouragea à étudier l'ingénierie électrique à l'Université de Manchester. Elle y reçut un baccalauréat en 1932 et continua d'étudier pendant un an, afin d'obtenir un Master of Science en génie mécanique. Les emplois étant difficiles à trouver durant la dépression, elle travailla comme assistante de recherche pour le professeur G. F. Mucklow à l'Université de Birmingham. En 1936, elle fut embauchée en tant que responsable scientifique par le Royal Aircraft Establishment (RAE), Agence de recherche et de développement de la Royal Air Force (RAF) à Farnborough, Hampshire. Elle travailla au RAE jusqu'à sa retraite, en 1969.

## Seconde Guerre mondiale
Shilling travailla sur de nombreux projets pour le RAE pendant la guerre.

### Le réducteur
Au cours de la bataille de France et de la bataille d'Angleterre en 1940, les pilotes de la RAF rencontraient un grave problème dans leurs avions de chasse avec le moteur Merlin, notamment les Hurricane et Spitfire. Quand l'avion commençait à piquer pour plonger, le résultat négatif de la force G saturait le carburateur, provoquant un calage moteur.
Les chasseurs allemands équipés d'un système d'injection de carburant sur leurs moteurs n'avaient pas ce problème. Ainsi, durant un combat, un chasseur allemand pouvait très bien échapper à une poursuite de chasseurs de la RAF en effectuant des manœuvres en G négatif, ce que les avions de la RAF ne pouvaient pas réaliser.
Shilling conçut le R.A.E. restrictor pour résoudre ce problème. C'était un petit disque de métal avec un trou au centre, intégré dans le carburateur. Le disque limitait le débit maximum de carburant et empêchait ainsi la saturation du carburateur. En mars 1941, Beatrice Shilling était à la tête d'une petite équipe autour de chasseurs des bases de la RAF, afin d'installer son système dans les moteurs Merlin. Ce réducteur fut très apprécié des pilotes, qui affectueusement l'appelaient « Miss Shilling orifice », « Miss Tilly's diaphragm » ou simplement « Tilly orifice ». Il continua d'être utilisé jusqu'à l'introduction du carburateur à pression en 1943.

## Après-guerre
Après la guerre, Beatrice Shilling travailla sur différents projets, notamment le missile Blue Streak et l'effet d'une piste mouillée sur le freinage. Elle était décrite par un collègue scientifique comme « une pionnière flamboyante » ; elle a toujours rejeté toute suggestion disant qu'étant une femme, elle pouvait être inférieure à un homme dans les domaines techniques et scientifiques. Cependant, ses manières brusques et son mépris pour la bureaucratie conduisirent à des relations difficiles avec la direction. Shilling travailla pour le RAE jusqu'en 1969, accédant à un poste supérieur dans le département du Génie mécanique.
Elle a obtenu un doctorat honorifique de l'Université de Surrey, a été Chartered Engeneer et membre de la Institution of Mechanical Engineers (en) et de la Women's Engineering Society.

## Sports mécaniques

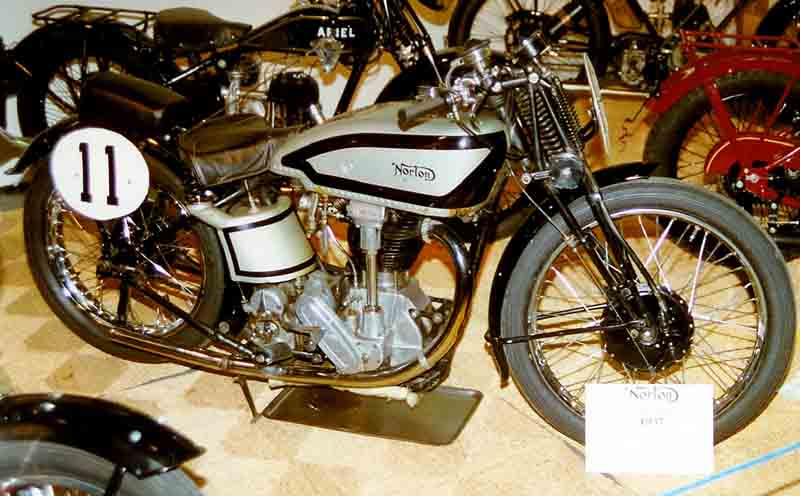
Norton M30 1937.

Dans les années 1930, elle courut sur des motos. Elle battit des motards professionnels comme Noel Pope (en) et reçut la Gold Star pour ses tours sur le circuit de Brooklands à 171 km/h sur sa Norton M30 500 cm3. Beatrice courut sur sa M30 sur laquelle elle avait greffé un compresseur jusqu'en 1939. La déclaration de la guerre mettant fin aux courses à Brooklands, la Norton redevint une machine de route et fut le principal moyen de transport de Béatrice pour les quatorze années suivantes.
Après la guerre, Béatrice et son mari George se tournèrent vers des voitures de course, qu'ils améliorèrent et modifièrent dans leur garage-atelier. Leurs exploits commencèrent sur une Lagonda Rapier (en) considérablement allégée. Entre 1959 et 1962, ils coururent sur une Austin-Healey Sebring Sprite, le plus souvent sur le circuit de Goodwood, décrochant une troisième place et gagnant même une course. La carrière de pilote de George devint plus sérieuse avec l'acquisition en 1961 d'une monoplace Elva FJ 200 Formule Junior. Les deux voitures eurent des accidents, et la Elva fut finalement convertie en Elva Mk VI sports car.

## Vie privée
Béatrice Shilling épousa George Naylor, en septembre 1938, qui travaillait lui aussi au RAE. Une anecdote raconte qu'elle aurait refusé de se marier avec lui jusqu'à ce qu'il ait également reçu la Brooklands Gold Star pour un tour de circuit à plus de 160 km/h. Pendant la Seconde Guerre mondiale, George Naylor fut pilote de bombardier dans le No. 625 Squadron RAF (en) et atteignit le grade de Flight lieutenant. Il reçut la Distinguished Flying Cross (DFC) et se porta volontaire pour un tour supplémentaire de missions de bombardement. Plus tard, il souffrit d'acouphènes et d'autres problèmes de santé résultant de ses missions durant la guerre.

## Héritage
En 2011, la chaîne J D Wetherspoon a ouvert un pub à Farnborough nommé Tilly Shilling en son honneur,.
En 2015, une collection de ses badges et trophées de course a été achetée par le Brooklands Museum (en).